# Saint-Donat (Puy-de-Dôme)
Pour les articles homonymes, voir Saint-Donat.
Saint-Donat est une commune française située dans le département du Puy-de-Dôme, en région Auvergne-Rhône-Alpes.

## Géographie

### Localisation
Saint-Donat se situe dans le sud-ouest du Puy-de-Dôme, dans la région Sancy Artense.
Elle est limitrophe de six autres communes dont une dans le Cantal.
| Bagnols                                | Chastreix             |            |
| Cros                                   | Saint-Donat           | Picherande |
| Champs-sur-Tarentaine-Marchal (Cantal) | Saint-Genès-Champespe |            |

### Hydrographie

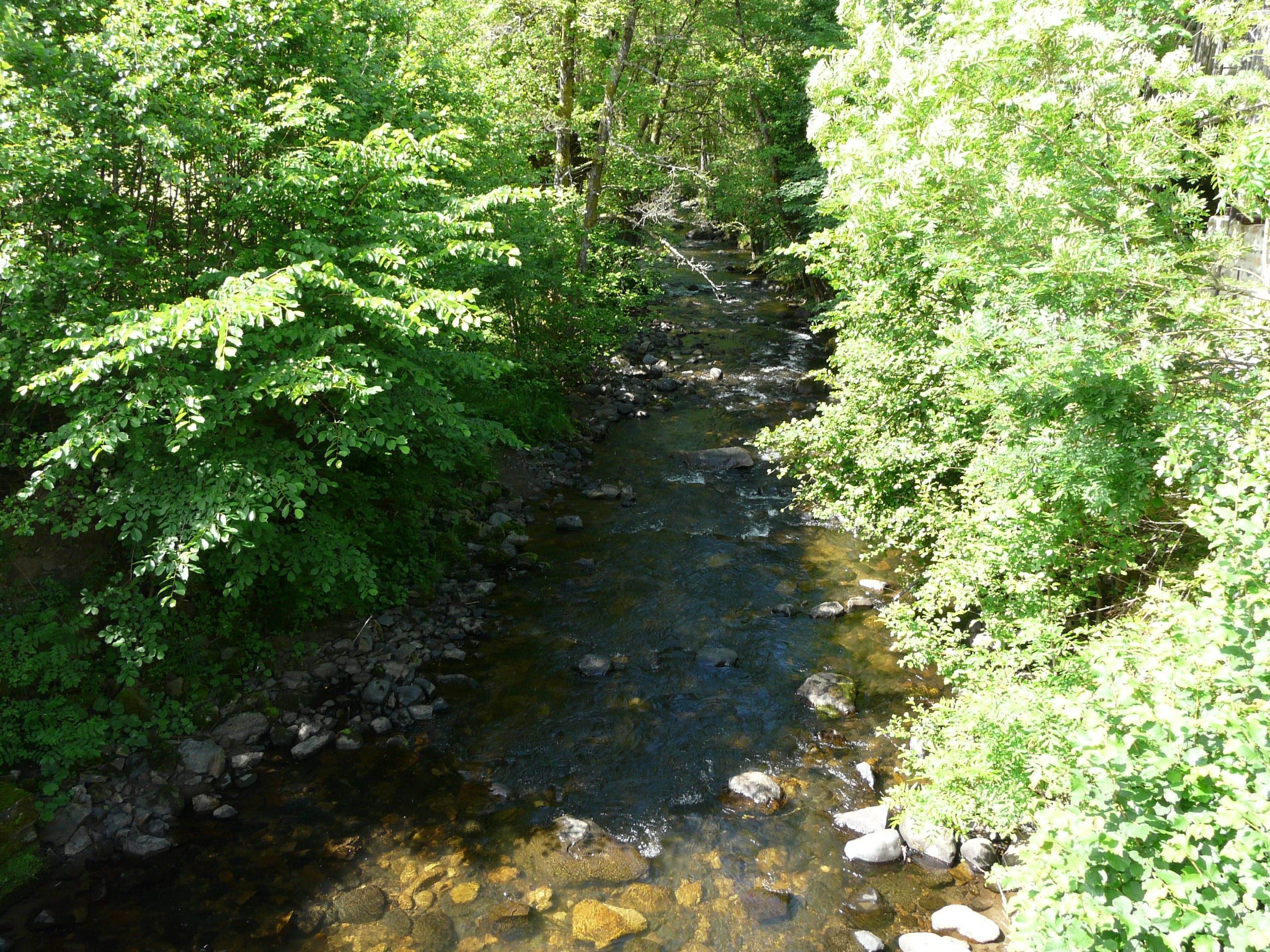
La Tarentaine à Saint-Donat au niveau de la route départementale 88.

La commune est arrosée par la Tarentaine (également appelée Trentaine) et deux de ses affluents : le ruisseau de Taraffet et le ruisseau de l'Eau verte.

### Transports
Le territoire communal est traversé par les routes départementales 25 (reliant Bagnols à la D 203), 88 (reliant Chastreix au nord à Saint-Genès-Champespe au sud), 203 (au nord-est de la commune) et 644 (également au nord-est).

### Climat
Pour des articles plus généraux, voir Climat d'Auvergne-Rhône-Alpes et Climat du Puy-de-Dôme.
En 2010, le climat de la commune est de type climat de montagne, selon une étude du Centre national de la recherche scientifique s'appuyant sur une série de données couvrant la période 1971-2000. En 2020, Météo-France publie une typologie des climats de la France métropolitaine dans laquelle la commune est exposée à un climat de montagne ou de marges de montagne et est dans la région climatique Ouest et nord-ouest du Massif Central, caractérisée par une pluviométrie annuelle de 900 à 1 500 mm, maximale en automne et en hiver.
Pour la période 1971-2000, la température annuelle moyenne est de 7,4 °C, avec une amplitude thermique annuelle de 15,1 °C. Le cumul annuel moyen de précipitations est de 1 209 mm, avec 13,3 jours de précipitations en janvier et 9,4 jours en juillet. Pour la période 1991-2020, la température moyenne annuelle observée sur la station météorologique de Météo-France la plus proche, « Chastreix », sur la commune de Chastreix à 5 km à vol d'oiseau, est de 6,4 °C et le cumul annuel moyen de précipitations est de 1 607,3 mm,. Pour l'avenir, les paramètres climatiques de la commune estimés pour 2050 selon différents scénarios d'émission de gaz à effet de serre sont consultables sur un site dédié publié par Météo-France en novembre 2022.

## Urbanisme

### Typologie
Au 1er janvier 2024, Saint-Donat est catégorisée commune rurale à habitat très dispersé, selon la nouvelle grille communale de densité à sept niveaux définie par l'Insee en 2022.
Elle est située hors unité urbaine et hors attraction des villes,.

### Occupation des sols
L'occupation des sols de la commune, telle qu'elle ressort de la base de données européenne d’occupation biophysique des sols Corine Land Cover (CLC), est marquée par l'importance des territoires agricoles (71,1 % en 2018), en augmentation par rapport à 1990 (67,6 %). La répartition détaillée en 2018 est la suivante : prairies (51,9 %), forêts (22 %), zones agricoles hétérogènes (19,1 %), milieux à végétation arbustive et/ou herbacée (6,9 %). L'évolution de l’occupation des sols de la commune et de ses infrastructures peut être observée sur les différentes représentations cartographiques du territoire : la carte de Cassini (XVIIIe siècle), la carte d'état-major (1820-1866) et les cartes ou photos aériennes de l'IGN pour la période actuelle (1950 à aujourd'hui).

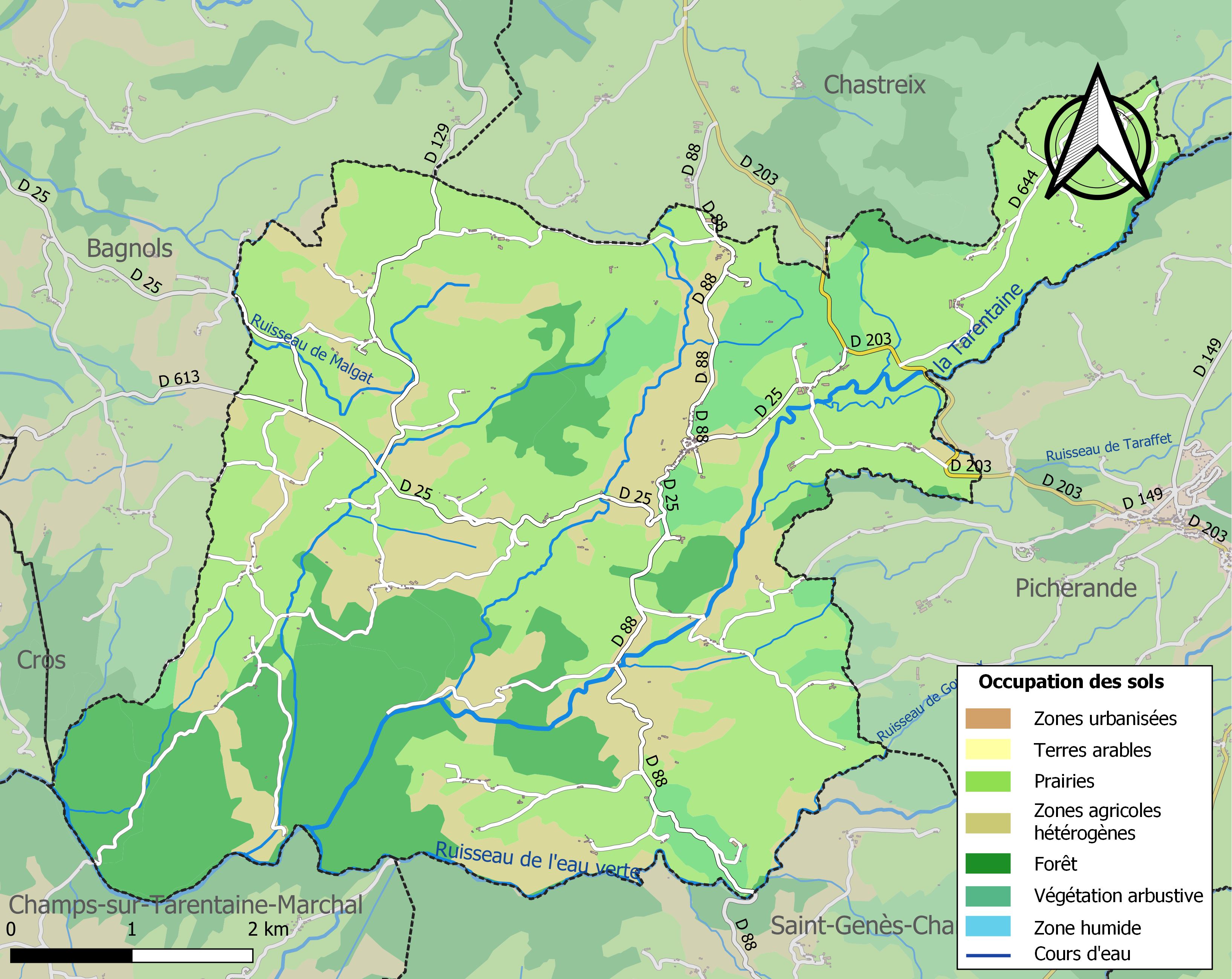
Carte des infrastructures et de l'occupation des sols de la commune en 2018 (CLC).

### Lieux-dits et hameaux
Augères-Basses, Auguères-Hautes, Bachoux, Bajonnet, Bertinet, Bouteix, Brimessanges, Caux, Chabanne, Chez Bouzou, Chossidoux, Crouzat, Freydefont, Ginnes, Grangeoune, Jouvion, L'Espinasse, La Chambe, La Grangette, La Nugerolle, La Ribeyre, La Vassin, La Vergne, Lachaize, Lasprunaires, Le Bourg, Le Mazet, Le Sac, Les Aigues, Les Auberts, Lusclade, Palut, Peuf, Pommier, Ponet, Sucheire, Tarteyroux.

## Histoire
Au cours de la période révolutionnaire de la Convention nationale (1792-1795), la commune a porté le nom de Donat-le-Franc.
Durant la Seconde Guerre mondiale, la Wehrmacht (l'armée allemande) occupa Saint-Donat pendant quatre jours. Tous les commerces et même les locaux de la mairie furent réquisitionnés.

## Politique et administration

### Découpage territorial
La commune de Saint-Donat est membre de la communauté de communes Dômes Sancy Artense, un établissement public de coopération intercommunale (EPCI) à fiscalité propre créé le 1er janvier 2017 dont le siège est à Rochefort-Montagne. Ce dernier est par ailleurs membre d'autres groupements intercommunaux. Jusqu'en 2016, elle faisait partie de la communauté de communes Sancy-Artense Communauté.
Sur le plan administratif, elle est rattachée à l'arrondissement d'Issoire, à la circonscription administrative de l'État du Puy-de-Dôme et à la région Auvergne-Rhône-Alpes. Avant mars 2015, elle faisait partie du canton de La Tour-d'Auvergne.
Sur le plan électoral, elle dépend du canton du Sancy pour l'élection des conseillers départementaux, depuis le redécoupage cantonal de 2014 entré en vigueur en 2015, et de la troisième circonscription du Puy-de-Dôme pour les élections législatives, depuis le dernier découpage électoral de 2010 (quatrième circonscription avant 2010).

### Élections municipales et communautaires

#### Élections de 2020
Le conseil municipal de Saint-Donat, commune de moins de 1 000 habitants, est élu au scrutin majoritaire plurinominal à deux tours avec candidatures isolées ou groupées et possibilité de panachage. Compte tenu de la population communale, le nombre de sièges à pourvoir lors des élections municipales de 2020 est de 11. La totalité des candidats en lice est élue au premier tour, le 15 mars 2020, avec un taux de participation de 65,77 %.

#### Chronologie des maires
| Période                                  | Période                    | Identité             | Étiquette | Qualité     |
| ---------------------------------------- | -------------------------- | -------------------- | --------- | ----------- |
| Les données manquantes sont à compléter. |                            |                      |           |             |
| 1800                                     | 1806                       | Claude Mosnier       |           |             |
| 1806                                     | 1814                       | Pierre Bernard       |           |             |
| 1814                                     | 1816                       | Jacques Laporte      |           |             |
| 1816                                     | 1822                       | François Laporte     |           |             |
| 1822                                     | 1829                       | Jean Bernard Laporte |           |             |
| 1829                                     | 1832                       | Jean Ladevie         |           |             |
| 1832                                     | 1871                       | François Ladevie     |           |             |
| 1871                                     | 1878                       | Jean Bernard         |           |             |
| 1878                                     | 1888                       | Pierre Laporte       |           |             |
| 1888                                     | 1896                       | François Laporte     |           |             |
| 1896                                     | 1896                       | Joseph Laporte       |           |             |
| 1896                                     | 1900                       | Martin Vigier        |           |             |
| avant 1988                               | ?                          | Marcel Serre         |           |             |
|                                          |                            |                      |           |             |
| mars 2008                                | 2020                       | François Marion      | UMP-LR    |             |
| 2020                                     | En cours (au 24 août 2021) | Laurent Bernard      |           | Agriculteur |

### Jumelages

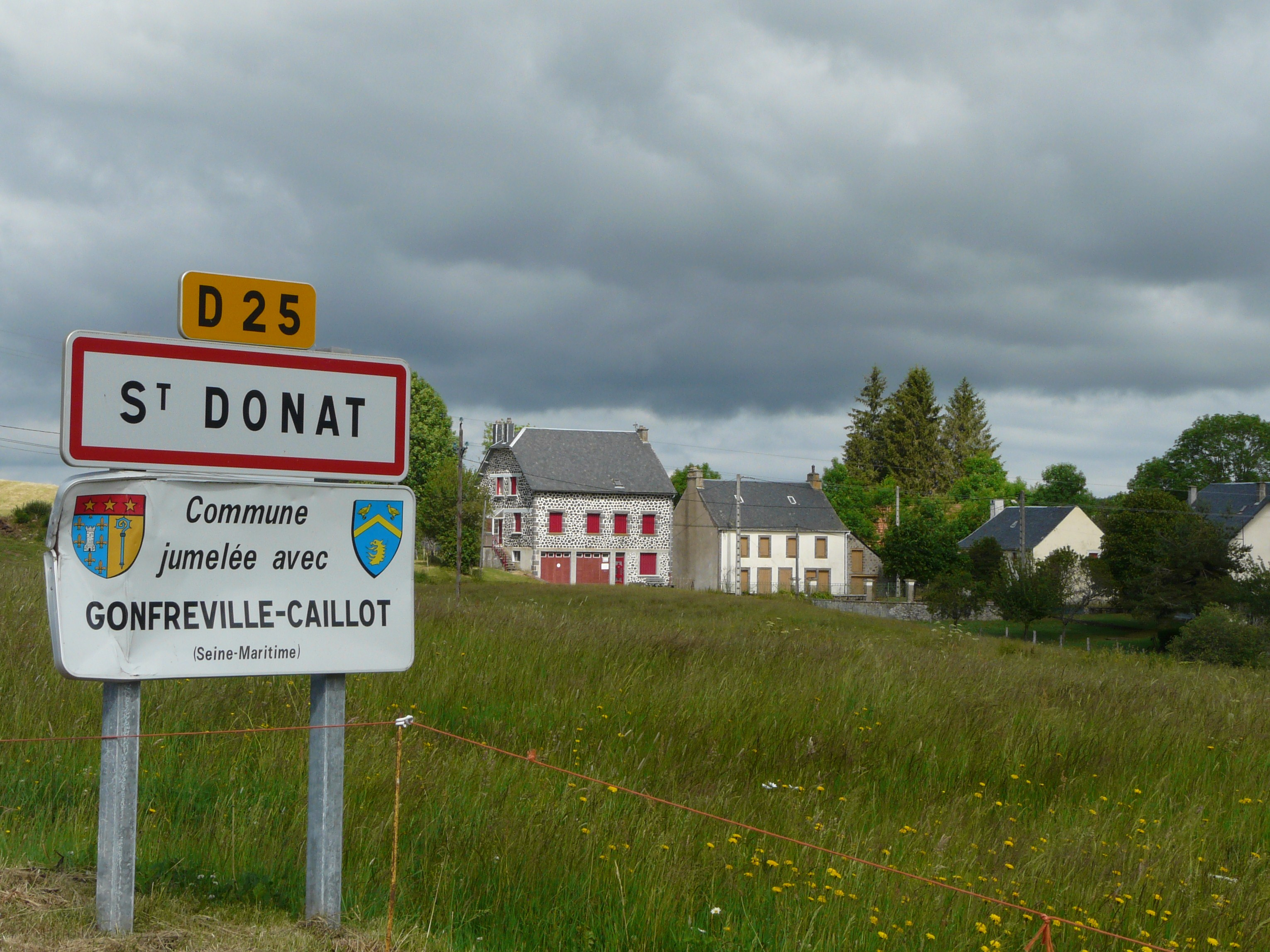
Panneau de jumelage de Saint-Donat.

La commune est jumelée avec celle de Gonfreville-Caillot, dans la Seine-Maritime.

## Population et société

### Démographie
L'évolution du nombre d'habitants est connue à travers les recensements de la population effectués dans la commune depuis 1793. Pour les communes de moins de 10 000 habitants, une enquête de recensement portant sur toute la population est réalisée tous les cinq ans, les populations de référence des années intermédiaires étant quant à elles estimées par interpolation ou extrapolation. Pour la commune, le premier recensement exhaustif entrant dans le cadre du nouveau dispositif a été réalisé en 2006.

En 2022, la commune comptait 198 habitants, en évolution de −5,26 % par rapport à 2016 (Puy-de-Dôme : +2,1 %, France hors Mayotte : +2,11 %).
| 1793 | 1800 | 1806 | 1821 | 1831  | 1836  | 1841  | 1846  | 1851  |
| ---- | ---- | ---- | ---- | ----- | ----- | ----- | ----- | ----- |
| 884  | 953  | 800  | 842  | 1 011 | 1 110 | 1 194 | 1 240 | 1 142 |

| 1856  | 1861  | 1866  | 1872  | 1876  | 1881  | 1886  | 1891  | 1896  |
| ----- | ----- | ----- | ----- | ----- | ----- | ----- | ----- | ----- |
| 1 230 | 1 215 | 1 300 | 1 273 | 1 312 | 1 311 | 1 397 | 1 357 | 1 313 |

| 1901  | 1906  | 1911  | 1921  | 1926  | 1931  | 1936  | 1946 | 1954 |
| ----- | ----- | ----- | ----- | ----- | ----- | ----- | ---- | ---- |
| 1 345 | 1 308 | 1 315 | 1 022 | 1 019 | 1 035 | 1 053 | 833  | 714  |

| 1962 | 1968 | 1975 | 1982 | 1990 | 1999 | 2006 | 2011 | 2016 |
| ---- | ---- | ---- | ---- | ---- | ---- | ---- | ---- | ---- |
| 675  | 587  | 466  | 410  | 334  | 280  | 245  | 247  | 209  |

| 2021 | 2022 | - | - | - | - | - | - | - |
| ---- | ---- | - | - | - | - | - | - | - |
| 199  | 198  | - | - | - | - | - | - | - |

### Enseignement
Saint-Donat dépend de l'académie de Clermont-Ferrand. Elle gère une école maternelle publique.
Hors dérogations à la carte scolaire, les collégiens se rendent au collège Sancy-Artense, à La Tour-d'Auvergne, et les lycéens à Clermont-Ferrand, au lycée Ambroise-Brugière pour les filières générales et STMG, ou à La-Fayette pour la filière STI2D.

### Manifestations culturelles et festivités
Chaque année, dans le bourg, la fête patronale, ou de la Saint-Sixte, est organisée le deuxième week-end d'août. Plusieurs animations sont proposées (manèges, concours, vide-greniers, randonnée et défilé) et la fête se termine par un feu d'artifice le dimanche soir.

## Culture locale et patrimoine

### Lieux et monuments
L'église Saint-Donat (ou Saint-Sixte), romane du XIIe siècle, est inscrite au titre des monuments historiques depuis 1947. Avec le monument aux morts commémorant les soldats tués durant les deux guerres mondiales, également situé place de l'Église, dans le bourg, ce sont les principaux monuments de la commune.
Le gour de Pierrot, situé dans les forêts de Saint-Donat, est un trou de sept mètres de profondeur se trouvant dans le lit de la rivière la Tarentaine. Le gour porte ce nom parce qu'il y a longtemps, un personnage surnommé Pierrot venait souvent pêcher à cet endroit.
L'ancienne abbaye de La Vassin.

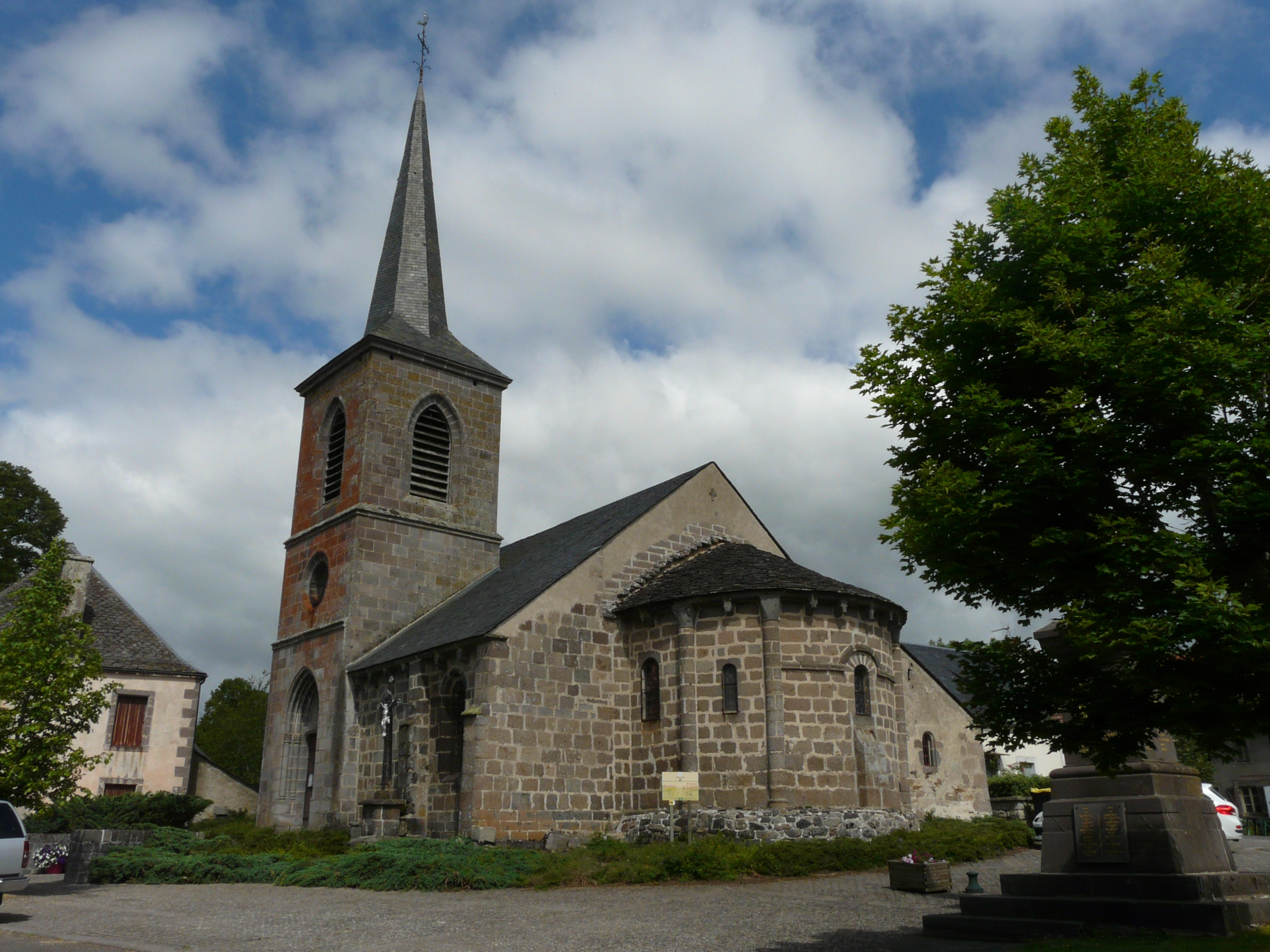
L'église Saint-Donat.
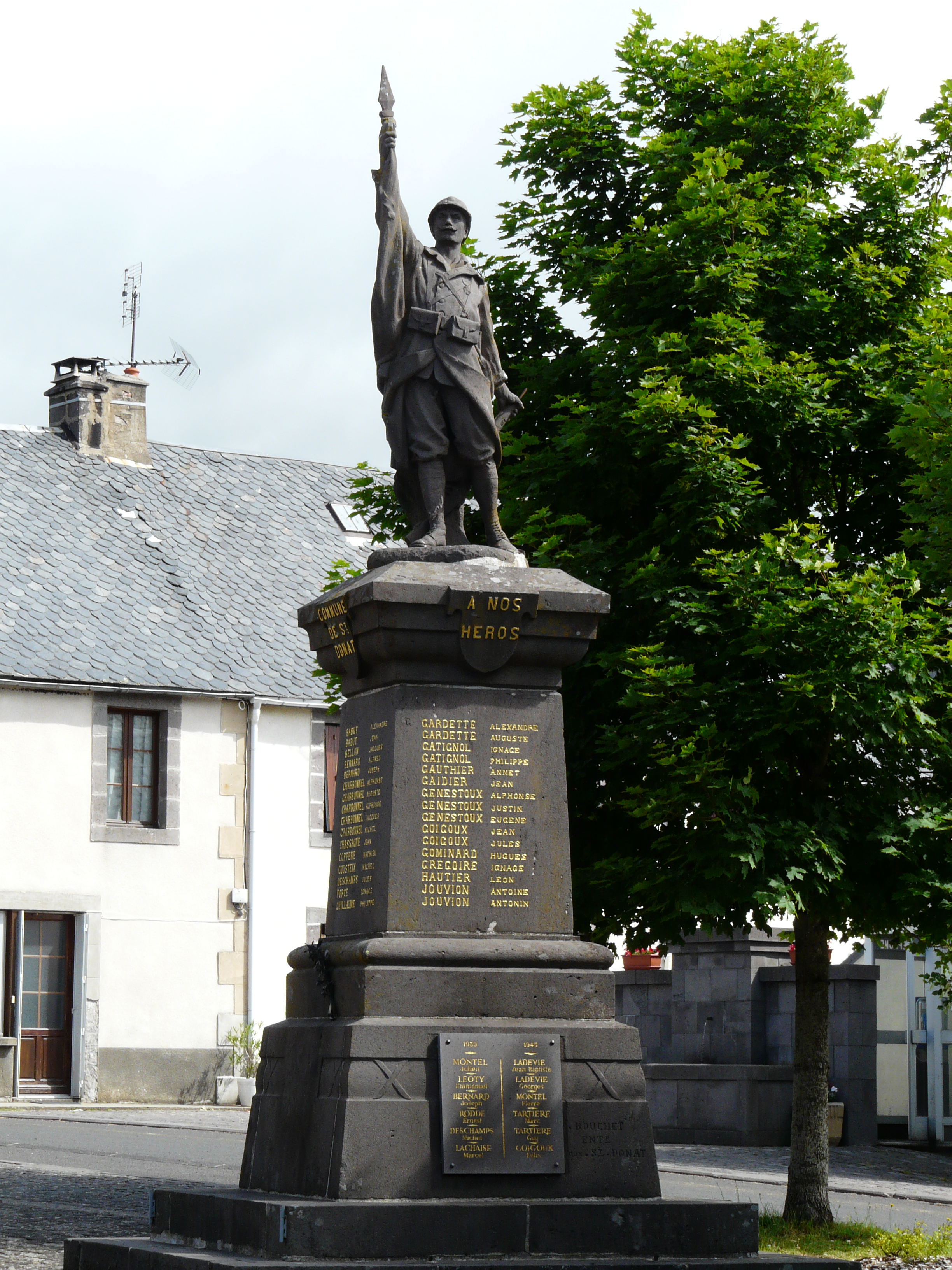
Le monument aux morts.

### Personnalités liées à la commune
- Léger Fouris, né à Saint-Donat le 22 novembre 1895, maire de Singles, et mort en déportation en 1944.